# ZARD
ZARD是以日本女歌手坂井泉水為核心的音樂組合，現已停止活動。SENSUI（有限会社泉水）隸屬於原B ZONE集團（前身為Being Group）的娛樂經紀公司，曾是ZARD的管理機構 。
該音樂組合自20世紀90年代起開始活動，專輯及單曲一經發售便聲名大噪，其單曲《別認輸》、《搖擺的想念》、《MY FRIEND》銷量突破百萬，自1992年起發行的專輯《HOLD ME》到1999年的《ZARD BEST 〜Request Memorial〜》共9張專輯連續創下了百萬銷量，是日本歷來最高紀錄。
代表歌曲有《永遠》、《敞開心扉》、《別忘記那個微笑》、《Top Secret》、《MY FRIEND》、《轉動命運之輪》、《Don't you see!》、《別認輸》、《搖擺的想念》等。截至2020年， ZARD的销量达3800万张，让他们成为了日本畅销音乐艺人之一。

## 成員

### 坂井泉水
擔任主唱及作詞，原名蒲池幸子，1967年2月6日出生于日本神奈川縣，2007年5月27日下午3時10分，在東京新宿區的一所醫院内因意外事故而去世，年僅40歲。1991年2月10日，凭借「Good-bye My Loneliness」第一次以ZARD主唱身份出道。1993年發表的單曲「負けないで」「揺れる想い」取得了巨大的成功。之後，接連發表很多熱門單曲，是90年代的代表歌手之一。ZARD的坂井泉水，除了為ZARD組合的歌曲作詞以外，還經常為DEEN等組合的歌曲作詞。原本，2007年秋天，ZARD将發售新專輯，并舉行巡回演唱會，这时距離上次巡回演唱會已有3年之久。
坂井泉水由于患有子宮頸癌，2006年6月進行了手術。之後，由于癌細胞轉移至肺部，於2007年4月再次入院治療。5月26日早晨，坂井泉水在散步時，從醫院的台階跌落，後腦受到強烈撞擊後，因腦挫傷去世。根據警視廳四谷署的現場勘查，台階的扶手上有跳下的痕迹，須進行進一步調查以确定是自殺還是事故，後來證實是屬於意外事故。

### 脫離的成員
各成員的脫離，所屬事務沒正式公佈，不過，以下的成員好像以前從屬於ZARD，某時期脫離了。
- 町田文人（吉他）在完成「你已不在」后退出乐队

- 星弘泰（貝斯）在完成「IN MY ARMS TONIGHT」后退出乐队

- 道倉康介（鼓手）在创作「不要認輸」前后退出乐队

- 池澤公隆（键盘）在完成「你已不在」后退出乐队

## 简介
ZARD以“神秘”而聞名。在成立的初期，ZARD的成员還有出現参加一些电视台的音乐节目，如Music Station等。但自从1993年之后，ZARD便鮮少出现于电视螢幕之上，同時也只剩主唱坂井泉水出現，ZARD因此成為坂井泉水的代稱。

### 團名由來
大眾認為ZARD的團名可能來自「blizzard」、「hazard」、「wizard」這3個單字的末4個字母所組成。
不過在1992年2月6日的朝日放送的「早安朝日」訪問當中，坂井泉水提及其實是在非常隨性的狀況下取的名字，取[hard]後三個單字，再加上一個Z，以順口為主。发音为“zardo”。

## 合作伙伴
- 織田哲郎（作曲25曲、作編曲1曲）
- 明石昌夫（編曲53曲）
- 栗林誠一郎（作曲46曲）
- 川島だりあ（作詞曲2曲、作曲9曲）
- 池田大介（編曲21曲）
- 葉山武（編曲36曲）
- 德永曉人（作曲4曲、編曲14曲、作編曲11曲）
- 古井弘人（編曲10曲）
- 大野愛果（作曲22曲）

## 其它合作
2003年－松本孝弘在11月26日以TAK MATSUMOTO的名義發售了作為Solo Project的邦樂翻唱專輯「THE HIT PARADE」。
邀請了稻葉浩志、ZARD、倉木麻衣、宇德敬子等一眾陣容強大的客席歌手，翻唱了'70～'80年代的邦樂名曲。
而企劃的第一張單曲，由泉水（ZARD）擔任主唱，演唱至今仍深受廣大歌迷喜愛的POPS名曲「異邦人」。（原唱&作詞作曲：久保田早紀）

## ORICON記錄
截至2021年9月為止的紀錄：
- 專輯和單曲總銷量：3860.6萬張（歴代第7位、90年代第3位）
- 單曲：1865.5万枚
- 專輯：1995.1万枚
- TOP10單曲獲得数：43作（歴代第2位，與團體 B'z，Southern All Stars及早安少女組並列。第1位為濱崎步及SMAP）
- 90年代出道歌手的銷售量第3位
- 單曲第1位獲得数：12首
- 單曲名列TOP100張數：45首（90年代歌手歴代第2位）
- 專輯破百萬獲得数：10張（歴代第4位）
- 專輯連續破百萬：連續9張（歴代第1位）（HOLD ME〜ZARD BEST 〜Request Memorial〜）
- 專輯第1位獲得数：11張（和DREAMS COME TRUE並列）

## 演唱会
- “Cruising & Live”，在一条行驶于太平洋的客船上召开。但此次演唱会的门票并不公开贩卖，只有600名幸运的歌迷被抽中（在《ZARD BEST The Single Collection～～》专辑中有申请表格，据传投寄的申请表格超过二百万份），得以参加ZARD的首场演唱会。

- “What a beautiful moment”的日本巡回演出。此次巡回共在日本的9个地方进行了11场演出（地点列表见下），当时每场演唱会的门票都被销售一空。

| 公演日              | 会场                  |
| 2004年3月2日（二）  | 大阪Festival Hall     |
| 2004年3月8日（一）  | 东京国际Forum Hall A  |
| 2004年3月9日（二）  | 东京国际Forum Hall A  |
| 2004年4月5日（一）  | 神户国际会馆          |
| 2004年4月8日（四）  | Pacifco横浜国立大Hall |
| 2004年4月30日（五） | 大阪Festival Hall     |
| 2004年5月8日（六）  | 青森市文化会馆        |
| 2004年5月10日（一） | 仙台Sunplaza Hall     |
| 2004年6月2日（三）  | 名古屋Century Hall    |
| 2004年6月11日（五） | 福岡Sunpalace         |
| 2004年7月23日（五） | 日本武道馆            |

### 追悼會
- “What a beautiful memory”以坂井泉水歌聲、未曾公開的影像及參加2004年ZARDWhat a beautiful moment的音樂家，再現ZARD的音樂。

| 公演日              | 会场                             |
| 2007年9月6日（四）  | 大阪Festival Hall                |
| 2007年9月7日（五）  | 大阪Festival Hall                |
| 2007年9月14日（五） | 日本武道馆                       |
| 2008年1月19日（六） | 神戶國際會館                     |
| 2008年2月2日（六）  | Pacifco横浜国立大Hall            |
| 2008年2月10日（日） | イズミティ21                     |
| 2008年2月24日（日） | 札幌市教育文化會館               |
| 2008年3月8日（六）  | 石川厚生年金會館                 |
| 2008年3月15日（六） | 愛知厚生年金會館                 |
| 2008年3月22日（六） | 新潟縣民會館                     |
| 2008年4月5日（六）  | サンポートホール高松（大ホール） |
| 2008年4月28日（一） | 福岡市民會館                     |
| 2008年5月3日（六）  | 広島アステールプラザ             |
| 2008年5月4日（日）  | 愛媛縣縣民文化會館               |
| 2008年5月23日（五） | 堂島リバーフォーラム             |
| 2008年5月24日（六） | 堂島リバーフォーラム             |
| 2008年5月25日（日） | 堂島リバーフォーラム             |
| 2008年5月27日（二） | 國立代代木競技場 第一體育館      |

- “What a beautiful memory 2009”以坂井泉水歌聲、未曾公開的影像及參加2004年ZARDWhat a beautiful moment的音樂家，再現ZARD的音樂。

| 公演日              | 会场                 |
| 2009年5月15日（五） | 堂島リバーフォーラム |
| 2009年5月16日（六） | 堂島リバーフォーラム |
| 2009年5月27日（三） | 日本武道馆           |

- “What a beautiful memory ~forever you~”以坂井泉水歌聲、未曾公開的影像及參加2004年ZARDWhat a beautiful moment的音樂家，再現ZARD的音樂。

| 公演日        | 会场               |
| 2011年5月27日 | 日本武道馆         |
| 2011年5月29日 | グランキューブ大阪 |

- “ZARD Forever Best ～25th Anniversary～”以坂井泉水歌聲、未曾公開的影像及參加2004年ZARDWhat a beautiful moment的音樂家，再現ZARD的音樂。

| 公演日            | 会场                       |
| 2016年5月21日     | 大阪・オリックス劇場       |
| 2016年5月26、27日 | 東京・TOKYO DOME CITY HALL |

## 年譜
- 1989-1990年
  - 當時以本名蒲池幸子作為模特兒身份出道。 (詳細的模特兒活動請參考坂井泉水。)
- 1991年
  - 以模特兒為身分的坂井泉水，被選為電視劇的主題曲乐团主唱出道。
  - 2月10日 首張单曲《Good-bye My Loneliness》登場，最高第9位。
  - 3月27日 首張同名专辑《Good-bye My Loneliness》登場，最高第34位。
  - 6月25日 第2张单曲《不可思议呀...》登場，最高第30位。
  - 11月3日 東海大学開発工学部第1回 愛鷹祭（沼津校舎学園祭）初次現場演出。
  - 11月6日 第3张单曲《不再探寻》登場，最高第39位。
  - 12月25日 第2张专辑《不再探寻》登場，最高第36位。（同時町田文人、星弘泰、道倉康介及池澤公隆正式加入ZARD乐团。
- 1992年
  - 3月 获得第6回日本金唱片大獎之「THE BEST 5 NEW ARTIST OF THE YEAR」。
  - 8月5日 第4张单曲《拥抱不眠之夜》登場，最高第8位。由此奠下基礎，至第45张单曲《无法坦白说出口》全部都能打入Oricon公信榜TOP10。
  - 8月7日 朝日電視台系音樂節目《MUSIC STATION》初次電視演出。演唱《拥抱不眠之夜》。
  - 9月2日 第3张专辑《HOLD ME》登場，賣出超过100萬張，最高第2位。是ZARD首張能夠打入TOP3的作品，如果計入第8张专辑《永遠 (专辑))》，则是达成了連續6張专辑都能夠賣出超过100萬張的骄人成績。
  - 9月9日 第5张单曲《IN MY ARMS TONIGHT》登場，最高第9位。
- 1993年
ZARD重要的一年，先以第6張單曲《不要认输》獲得第一次的ORICON榜第一位，同時也得到百萬單曲銷售的紀錄。3個月後，第8張單曲《搖擺的想念》也達成百萬銷量的紀錄。而收錄這兩首的第4張專輯《搖擺的想念》更是賣了超過220萬張，並達成ORICON年度專輯銷售第一位。
  - 1月27日 第6张单曲《不要认输》登場。獲得第一次的Oricon榜第一位，销量超过170萬張。
  - 2月5日 參加朝日電視台系音樂節目《MUSIC STATION》演唱《不要认输》，同時宣佈最後一次上音樂節目，亦是最後一次在電視螢幕露面。
  - 4月21日 第7张单曲《你不在》登場，最高第2位。从此，ZARD的成员也只剩下主唱坂井泉水一人。
  - 5月19日 第8张单曲《搖擺的想念》登場。連續2週最高第1位，賣上超过140萬張記録，全年第9位。
  - 6月9日 以【ZYYG,REV,ZARD＆WANDS featuring 長嶋茂雄】名義发行單曲。
  - 7月10日 第4張專輯《搖擺的想念》登場。賣出超过220萬張，专辑第一次獲得最高第1位（總計5週）。全年第1位。
  - 9月4日 第9张单曲《再多些 再多一些...》登場，最高第2位。
  - 11月3日 第10张单曲《肯定无法忘怀》登場，初登場第1位，最高第1位。
- 1994年
  - 2月2日 第11张单曲《即使悠游在愛裡疲憊不堪／Boy》登場，最高第1位。
  - 3月 《不要认输》被選為1994年全日本春の選抜高校野球主題曲。
  - 6月4日 第5張專輯《OH MY LOVE》登場。賣出超过200萬張，最高第1位，全年第5位。
  - 8月8日 第12张单曲《明明离你那么的近》登場，連續3张单曲獲得最高第1位。
  - 12月24日 第13张单曲《好想感受你的存在》登場，最高第2位。
- 1995年
  - 2月1日 第14张单曲《Just believe in love》登場，最高第2位。
  - 3月10日 第6張專輯《forever you》登場，賣出超过170萬張，最高第1位，全年第4位。
  - 6月5日 第15张单曲《看不见爱》登場，連續3张单曲獲得最高第2位。
  - 8月28日 第16张单曲《永别至今仍在這心中》登場。初登場第1位，最高第1位。B面由坂井泉水作曲。
  - 11月22日 與栗林誠一郎合作推出《クリスマス タイム》(Christmas time)。
- 1996年
  - 1月8日 第17张单曲《MY FRIEND》登場，最高第1位。後成為《男兒當入樽》片尾曲。
  - 5月6日 第18张单曲《敞开心扉》登場，初登場第1位，最高第1位。
  - 6月9日 再次與栗林誠一郎合作推出《LOVE ～眠れずに君の横顔ずっと見ていた～》。
  - 7月8日 第7張專輯《TODAY IS ANOTHER DAY》登場，賣出超过165萬張，最高第1位，全年第12位。
- 1997年
這年的後半年《不要认输》被記載在高校的音樂教科書上。
  - 1月6日 第19张单曲《Don't you see!》登場，初登場第1位，連續4张单曲獲得最高第1位。
  - 2月26日 第20张单曲《每当想见你的时候...》登場，最高第2位，連續15张单曲销量突破50万张。
  - 4月23日 首張精選專輯《ZARD BLEND 〜SUN&STONE〜》登場，賣出超过200萬張，最高第1位，全年第5位。
  - 7月2日 第21张单曲《到刮风的城市去》登場，初登场第3名，最高第3位，销量累计28万张。自《不要认输》以来，連續15张单曲获得Oricon榜TOP2的记录时隔4年半，中断了。
  - 8月20日 第22张单曲《永遠》登場，初登場第1位，最高第1位。此單曲亦是日本電視台電視劇「失乐园 (小说)」主題歌，連續6星期打入Oricon榜TOP10。
  - 12月3日 第22张单曲《My Baby Grand～期待那温存～》登場，最高第3位。
- 1998年
  - 3月4日 24th Single『无法呼吸』登場。
  - 9月17日 25th Single『转动命运之轮』登場。初登場第1位。
  - 12月2日 26th Single『新しいドア〜冬のひまわり〜』、27th Single『GOOD DAY』同時登場。
- 1999年
  - 4月7日  28th Single『{{ja-link|Mind Games|MIND GAMES (ZARDの曲)]]』登場，初登场获得冠军。
  - 5月28日 精選專輯『ZARD BEST The Single Collection〜轨迹〜』登場。初登場即時賣出100萬張以上的輝煌成績，累積合共賣出300萬張、Oricon全年大碟榜年間第2位、歴代第19位。此外，寄回專輯中的明信片參加抽獎，共600位幸運歌迷獲招待上郵輪，參與ZARD船上演唱會。超過100萬人參與這次抽選。同年Fans Club「WEZARD」正式成立。
  - 6月16日 29th Single『世界はきっと未来の中』登場。
  - 8月31日 600位歌迷在郵輪「太平洋維納斯號」上參與ZARD首次演唱會，共演唱14曲。
  - 9月15日 精選專輯『ZARD BEST 〜Request Memorial〜』登場。全年第14位。
  - 10月14日 30th Single『痛いくらい君があふれているよ』登場。這亦是最後一隻8cm Single。
  - 12月1日 31st Single『この涙 星になれ』登場。
- 2000年
  - 1月26日 現場錄音Album『{{ja-link|ZARD Cruising & Live 〜限定盤ライヴCD〜]]』登場。限定發行30萬張。
  - 3月 第14回日本金唱片大獎、大碟『永遠』『ZARD BEST The Single Collection〜軌跡〜』『ZARD BEST 〜Request Memorial〜』得獎，是首次同一時間三張唱片同時個獎。
  - 9月6日 32nd Single『Get U're Dream』登場。這首歌同時亦是NHK2000年悉尼奧運會打氣歌，賣出24萬張以上成績。
  - 11月15日 33rd Single『promised you』登場。
- 2001年
出道10周年。同年後半年坂井泉水因為身體不適，休養接近一年，這一年間沒有創作音樂。
  - 2月15日 興祝出道10周年記念9th Album『時間の翼』登場。這亦是最後一張能夠打入Oricon大碟榜第一位的大碟。
  - 11月21日 精選專輯『{{ja-link|ZARD BLEND II 〜LEAF&SNOW〜]]』登場。
- 2002年
2002年，被稱為ZARD的第二章開始了，復出之後推出第34張單曲。
  - ?月??日 原定推出單曲專輯『約束のない恋』，可是最終不知什麼原因而沒有推出，最終2004年加至精選集中限量附送。
  - 5月22日 34th Single『さわやかな君の気持ち』登場，首周销量突破3万，最终销量近7万。
  - 5月尾 Fans Club WEZARD連同B-TOWN發售限定Single Box Set『ZARD PREMIUM BOX 1991-2001 SINGLE COLLECTION』。
- 2003年
  - 3月27日 參加大阪{{ja-link|hills パン工場]]的THURSDAY LIVE現場演出，與滴草由実一同演出兩首歌曲。
  - 4月9日 35th Single『{{ja-link|梦想着明天|明日を夢見て (曲)]]』登場。
  - 7月9日 36th Single『瞳閉じて』登場。
  - 8月27日 以【TAK MATSUMOTO featuring ZARD】名義唱出久保田早紀名曲『異邦人 -シルクロードのテーマ-#TAK MATSUMOTO featuring ZARDによるカバー』。
  - 11月12日 37th Single『止まっていた時計が今動き出した』登場。
- 2004年
  - 1月28日 10th Album『止まっていた時計が今動き出した』登場。未能再次連續登上大碟榜第1位。
  - 3月2日 初次全國巡迴演出『What a beautiful moment Tour』。原定只演出3場，但因反應熱烈開賣3分鐘內火速售罄，唱片公司於是加開全國9個地方11場公演。最後一場7月23日在日本武道館完滿落幕，這11場演出亦成為ZARD唯一一次巡迴演唱會。
  - 6月23日 38th Single『{{ja-link|かけがえのないもの|かけがえのないもの (ZARDの曲)]]』登場。演唱會期間亦一道被告知。
  - 11月24日 39th Single『今日はゆっくり話そう』登場。
- 2005年
  - 4月20日 40th Single『繁星的光芒呀／宛如等待夏日的风帆』登場。出道11年來首張雙A面Single。亦是自29th Single『世界はきっと未来の中』5年以來再次打入TOP3。
  - 6月8日 首張演唱會DVD『What a beautiful moment』登場。初次登場即獲得ORICON音楽・総合部門第1位。
  - 9月7日 11th Album『君とのDistance』登場。
- 2006年
出道15周年。
  - 3月8日 41st Single『最悲伤莫过于喜欢你/爽快前行！』登場。
  - 5月10日 42nd Single『点燃心火』登場。副歌「君へのブルース」由坂井泉水作曲。
  - 6月 被診斷出患有子宮頸癌。
  - 10月25日 精選專輯『Golden Best 〜15th Anniversary〜』登場。經過5年8個月時間再一次登上第1位。2006年間全年第26位、2007年間全年第19位。
  - 10月25日 出道至今PV集DVD『ZARD Le Portfolio 1991-2006』登場。初次登場即獲得第1位。2006年間全年音樂DVD部門17位、2007年間全年音樂DVD部門第16位。歴代音樂DVD第46位。
- 2007年
  - 4月 發現癌細胞擴散至肺部，坂井再度入院治療。
  - 5月26日 頭部受到嚴重的撞擊，急救一天後坂井還是在5月27日下午3點10分身亡。（詳細請參考坂井泉水）。
  - 8月15日 坂井泉水生前所挑選精選專輯『Soffio di vento 〜Best of IZUMI SAKAI Selection〜』、以及由樂迷所挑選精選專輯『Brezza di mare 〜dedicated to IZUMI SAKAI〜』登場，回憶錄『肯定无法忘怀』亦同時發表。
  - 9月6日－7日 追悼演唱會「What a beautiful memory」大阪站在大阪Festival Hall舉行。
  - 9月14日 追悼演唱會「What a beautiful memory」東京站日本武道館舉行。
  - 12月12日 43th Single『Glorious Mind』登場。
- 2008年
  - 1月23日 原本預定2007年秋發表但延期多時的精選專輯『ZARD Request Best 〜beautiful memory〜』登場。初次登場即獲得第1位。
  - 4月9日 44th Single『展开双翼／爱在黑暗中』登場。
- 2009年
  - 5月15日－5月16日 2週年追悼演唱會「What a beautiful memory 2009」大阪站在大阪堂島リバーフォーラム舉行，表演嘉賓中村由利（GARNET CROW）、羽田裕美。
  - 5月27日 2週年追悼演唱會「What a beautiful memory 2009」東京站日本武道館舉行，表演嘉賓倉木麻衣、池森秀一（DEEN）、羽田裕美。
  - 5月27日 同日，45th Single「素直に言えなくて」發行。這是ZARD至今最後一張單曲。
- 2010年
  - 6月30日 ZARD相關企劃商品『Feeling ZARD orgel Collection vol.1 ～揺れる想い～』發售。
  - 8月25日 ZARD相關企劃商品『Feeling ZARD orgel Collection vol.2 ～負けないで～』發售。
  - 10月27日 ZARD相關企劃商品『Feeling ZARD orgel Collection vol.3 ～きっと忘れない～』發售。
  - 12月22日 ZARD相關企劃商品『Feeling ZARD orgel Collection vol.4 ～あの微笑みを忘れないで～』發售。
- 2011年
  - 2月10日包含c/w曲之全單曲歌曲以及企劃合作單曲共100首歌的出道20周年紀念單曲全輯『ZARD Single Collection 〜20TH ANNIVERSARY〜』發售預定。
  - 4月13日 追悼演唱會DVD「What a beautiful memory 2007 」、「What a beautiful memory 2008 」及「What a beautiful memory 2009 」發售。最高分別第16位、第18位及第15位。
  - 5月27日 20週年追悼演唱會「What a beautiful memory ~forever you~」東京站日本武道館舉行。
  - 5月29日 20週年追悼演唱會「What a beautiful memory ~forever you~」大阪站グランキューブ大阪舉行。
  - 8月10日 追悼演唱會DVD「What a beautiful memory ~forever you~ 」發售。最高第1位。
- 2014年
  - 5月25日 週年追悼演唱會「ZARD Screen Harmony 2014」大阪站堂島リバーフォーラム舉行。
  - 5月27日 週年追悼演唱會「ZARD Screen Harmony 2014」東京站日本青年館舉行。
- 2015年
  - 5月24日 24週年追悼演唱會「ZARD Screen Harmony 2015」大阪站堂島リバーフォーラム舉行。
  - 5月27日 24週年追悼演唱會「ZARD Screen Harmony 2015」東京站渋谷公会堂舉行。
- 2016年
  - 2月10日  25週年精選專輯『ZARD Forever Best ～25th Anniversary～』發售。本專輯共收錄52首歌曲 包括已故的坂井泉水所錄的歌曲「グロリアス マインド」、未發行的「翼を広げて」等。
  - 4月27日 出道至今PV集DVD「ZARD MUSIC VIDEO COLLECTION 〜25th ANNIVERSARY〜」發售。最高第1位。
  - 5月21日 25週年追悼演唱會「What a beautiful memory ～25th Anniversary～」大阪站オリックス劇場舉行。
  - 5月27日 25週年追悼演唱會「What a beautiful memory ～25th Anniversary～」東京站TOKYO DOME CITY HALL舉行。
  - 12月7日 25週年追悼演唱會DVD「ZARD 25th Anniversary LIVE “What a beautiful memory”」發售。最高第3位。

## 作品列表

### 单曲

#### 单曲銷售排行
| 序 | 作品名称                         | 發行日期       | 銷售數量     |
| -- | -------------------------------- | -------------- | ------------ |
| 1  | 不要認輸                         | 1993年1月27日  | 168萬2,010張 |
| 2  | 摇曳的想念                       | 1993年5月19日  | 141萬6,420張 |
| 3  | MY FRIEND                        | 1996年1月8日   | 100萬5,620張 |
| 4  | 即使悠遊在愛裡疲憊不堪／Boy      | 1994年2月2日   | 90萬0,120張  |
| 5  | 肯定無法忘懷                     | 1993年11月3日  | 87萬3,130張  |
| 6  | 再多些 再多一些...               | 1993年9月4日   | 84萬3,880張  |
| 7  | 你不在                           | 1993年4月21日  | 81萬2,340張  |
| 8  | 明明離你那麼的近                 | 1994年8月6日   | 79萬5,820張  |
| 9  | 敞開心扉                         | 1996年5月6日   | 77萬1,210張  |
| 10 | 好想感受你的存在                 | 1994年12月24日 | 73萬7,910張  |
| 11 | 看不見愛                         | 1995年6月5日   | 72萬0,790張  |
| 12 | Just believe in love             | 1995年2月1日   | 65萬5,960張  |
| 13 | 每當想見你的時候...              | 1997年2月26日  | 63萬5,840張  |
| 14 | 永遠                             | 1997年8月20日  | 62萬8,770張  |
| 15 | Don't you see！                  | 1997年1月6日   | 60萬2,760張  |
| 16 | 永别至今仍在這心中               | 1995年8月28日  | 55萬1,260張  |
| 17 | 拥抱不眠之夜                     | 1992年8月5日   | 45萬8,480張  |
| 18 | My Baby Grand～期待那温存～      | 1997年12月3日  | 33萬1,840張  |
| 19 | IN MY ARMS TONIGHT               | 1992年9月9日   | 32萬1,810張  |
| 20 | 到刮风的城市去                   | 1997年7月2日   | 28萬1,130張  |
| 21 | 轉動命運之輪                     | 1998年9月17日  | 25萬3,460張  |
| 22 | Get U're Dream                   | 2000年9月6日   | 24萬1,220張  |
| 23 | 无法呼吸                         | 1998年3月4日   | 24萬0,940張  |
| 24 | GOOD DAY                         | 1998年12月2日  | 22萬3,950張  |
| 25 | Good-bye My Loneliness           | 1991年2月10日  | 20萬9,460張  |
| 26 | 崭新之门～冬天的向日葵～         | 1998年12月2日  | 20萬5,170張  |
| 27 | 世界必定會在未來之中             | 1999年6月16日  | 20萬1,410張  |
| 28 | MIND GAMES                       | 1999年4月7日   | 14萬8,130張  |
| 29 | 這淚水 化作繁星                  | 1999年12月1日  | 12萬9,000張  |
| 30 | 想你想到滿腦子都是你的影子       | 1999年10月14日 | 12萬4,730張  |
| 31 | 答应过你                         | 2000年11月15日 | 12萬6,710張  |
| 32 | Glorious Mind                    | 2007年12月12日 | 9萬2,375張   |
| 33 | 展開雙翼／愛在黑暗中             | 2008年4月9日   | 8萬3,694張   |
| 34 | 繁星的光芒呀／宛如等待夏日的風帆 | 2005年4月20日  | 7萬9,816張   |
| 35 | 瀟灑爽朗你的心情                 | 2002年5月22日  | 6萬9,740張   |
| 36 | 夢見明日                         | 2003年4月9日   | 6萬2,049張   |
| 37 | 想更靠近看你的側臉               | 2003年11月12日 | 5萬0,489張   |
| 38 | 無法坦白說出口                   | 2009年5月27日  | 4萬9,655張   |
| 39 | 無可替代的東西                   | 2004年6月23日  | 4萬6,244張   |
| 40 | 閉上雙眼                         | 2003年7月9日   | 4萬4,208張   |
| 41 | 不再探寻                         | 1991年11月6日  | 3萬6,940張   |
| 42 | 愛你愛的好悲痛／爽快一點!        | 2006年3月8日   | 3萬3,957張   |
| 43 | 不可思議呀...                    | 1991年6月25日  | 3萬3,839張   |
| 44 | 今天讓我們來促膝長談吧           | 2004年11月24日 | 3萬3,690張   |
| 45 | 點燃心火                         | 2006年5月10日  | 2萬6,944張   |

坂井泉水负责以下全部歌曲的作词工作。
|             | 发行日期       | 日文名称                              | 中文名称                         | 作曲编曲                                                                        |
| ----------- | -------------- | ------------------------------------- | -------------------------------- | ------------------------------------------------------------------------------- |
| 1st single  | 1991年2月10日  | Good-bye My Loneliness                | Good-bye My Loneliness           | 作曲：織田哲郎 編曲：明石昌夫                                                   |
| 2nd single  | 1991年6月25日  | 不思議ね…                             | 不可思議呀...                    | 作曲：織田哲郎 編曲：明石昌夫                                                   |
| 3rd single  | 1991年11月6日  |                                       | 不再探寻                         | 作曲：織田哲郎 編曲：明石昌夫                                                   |
| 4th single  | 1992年8月5日   |                                       | 拥抱不眠之夜                     | 作曲：織田哲郎 編曲：明石昌夫·池田大介                                          |
| 5th single  | 1992年9月9日   | IN MY ARMS TONIGHT                    | IN MY ARMS TONIGHT               | 作曲：春畑道哉 編曲：明石昌夫                                                   |
| 6th single  | 1993年1月27日  |                                       | 不要認輸                         | 作曲：織田哲郎 編曲：葉山たけし                                                 |
| 7th single  | 1993年4月21日  | 君がいない                            | 你不在                           | 作曲：栗林誠一郎 編曲：明石昌夫                                                 |
| 8th single  | 1993年5月19日  | 揺れる想い                            | 搖擺的想念                       | 作曲：織田哲郎 編曲：明石昌夫                                                   |
| 9th single  | 1993年9月4日   | もう少し あと少し…                    | 再多些 再多一些...               | 作曲：栗林誠一郎 編曲：明石昌夫                                                 |
| 10th single | 1993年11月3日  | きっと忘れない                        | 肯定無法忘懷                     | 作曲：織田哲郎 編曲：明石昌夫                                                   |
| 11th single | 1994年2月2日   | この愛に泳ぎ疲れても／Boy             | 即使悠游在愛裡疲憊不堪／Boy      | 作曲：織田哲郎（この愛〜） 作曲：栗林誠一郎（Boy） 編曲：明石昌夫（共通）       |
| 12th single | 1994年8月6日   | こんなにそばに居るのに                | 明明離你那麼的近                 | 作曲：栗林誠一郎 編曲：明石昌夫                                                 |
| 13th single | 1994年12月24日 | あなたを感じていたい                  | 好想感受你的存在                 | 作曲·編曲：織田哲郎                                                             |
| 14th single | 1995年2月1日   | Just believe in love                  | Just believe in love             | 作曲：春畑道哉 編曲：葉山たけし                                                 |
| 15th single | 1995年6月5日   | 愛が見えない                          | 看不見愛                         | 作曲：小澤正澄 編曲：葉山たけし                                                 |
| 16th single | 1995年8月28日  | サヨナラは今もこの胸に居ます          | 永别至今仍在這心中               | 作曲：栗林誠一郎 編曲：葉山たけし                                               |
| 17th single | 1996年1月8日   | マイ フレンド                         | MY FRIEND                        | 作曲：織田哲郎 編曲：葉山たけし                                                 |
| 18th single | 1996年5月6日   | 心を開いて                            | 敞開心扉                         | 作曲：織田哲郎 編曲：池田大介                                                   |
| 19th single | 1997年1月6日   | Don't you see!                        | Don't you see!                   | 作曲：栗林誠一郎 編曲：葉山たけし                                               |
| 20th single | 1997年2月26日  | 君に逢いたくなったら…                 | 每當想見你的時候...              | 作曲：織田哲郎 編曲：葉山たけし                                                 |
| 21st single | 1997年7月2日   | 風が通り抜ける街へ                    | 到刮风的城市去                   | 作曲：織田哲郎 編曲：徳永暁人                                                   |
| 22nd single | 1997年8月20日  | 永遠                                  | 永遠                             | 作曲·編曲：徳永暁人                                                             |
| 23rd single | 1997年12月3日  | My Baby Grand～(ぬくもりが欲しくて～) | My Baby Grand～期待那溫存～      | 作曲：織田哲郎 編曲：池田大介                                                   |
| 24th single | 1998年3月4日   | 息もできない                          | 无法呼吸                         | 作曲：織田哲郎 編曲：葉山たけし                                                 |
| 25th single | 1998年9月17日  | 運命のルーレット廻して                | 轉動命運之輪                     | 作曲：栗林誠一郎 編曲：池田大介                                                 |
| 26th single | 1998年12月2日  | 新しいドア～冬のひまわり～            | 崭新之门～冬天的向日葵～         | 作曲：北野正人 編曲：古井弘人                                                   |
| 27th single | 1998年12月2日  | GOOD DAY（歌曲）                      | GOOD DAY                         | 作曲：綿貫正顕 編曲：池田大介                                                   |
| 28th single | 1999年4月7日   | MIND GAMES                            | MIND GAMES                       | 作曲：綿貫正顕 編曲：綿貫正顕·古井弘人                                          |
| 29th single | 1999年6月16日  | 世界はきっと未来の中                  | 世界必定會在未來之中             | 作曲：岩井勇一郎 編曲：徳永暁人·古井弘人·シオジリケンジ                         |
| 30th single | 1999年10月14日 | 痛いくらい君があふれているよ          | 想你想到滿腦子都是你的影子       | 作曲·編曲：シオジリケンジ                                                       |
| 31st single | 1999年12月1日  | この涙 星になれ                       | 這淚水 化作繁星                  | 作曲：岩井勇一郎 編曲：古井弘人                                                 |
| 32nd single | 2000年9月6日   | Get U're Dream                        | Get U're Dream                   | 作曲：大野愛果 編曲：葉山たけし                                                 |
| 33rd single | 2000年11月15日 | promised you                          | 答应过你                         | 作曲：栗林誠一郎 編曲：Cybersound                                               |
| 34th single | 2002年5月22日  | さわやかな君の気持ち                  | 瀟灑爽朗你的心情                 | 作曲·編曲：徳永暁人                                                             |
| 35th single | 2003年4月9日   | 明日を夢見て                          | 夢見明日                         | 作曲：大野愛果 編曲：小林哲                                                     |
| 36th single | 2003年7月9日   | 瞳閉じて                              | 閉上雙眼                         | 作曲：大野愛果 編曲：徳永暁人                                                   |
| 37th single | 2003年11月12日 | もっと近くで君の横顔見ていたい        | 想更靠近看你的側臉               | 作曲：大野愛果 編曲：池田大介                                                   |
| 38th single | 2004年6月23日  | かけがえのないもの                    | 無可替代的東西                   | 作曲：大野愛果 編曲：小林哲                                                     |
| 39th single | 2004年11月24日 | 今日はゆっくり話そう                  | 今天讓我們來促膝長談吧           | 作曲：大野愛果 編曲：徳永暁人                                                   |
| 40th single | 2005年4月20日  |                                       | 繁星的光芒呀／宛如等待夏日的風帆 | 作曲：大野愛果（共通） 編曲：葉山たけし（共通）                                 |
| 41st single | 2006年3月8日   |                                       | 最悲伤莫过于喜欢你/爽快前行！    | 作曲：大野愛果（共通） 編曲：葉山たけし（共通）                                 |
| 42nd single | 2006年5月10日  |                                       | 點燃心火                         | 作曲：大野愛果 編曲：葉山たけし                                                 |
| 43rd single | 2007年12月12日 |                                       | Glorious Mind                    | 作曲：大野愛果 編曲：葉山たけし                                                 |
| 44th single | 2008年4月9日   |                                       | 展開雙翼／愛在黑暗中             | 作曲：織田哲郎 (翼を広げて) 編曲：明石昌夫 (翼を広げて) 作曲：栗林誠一郎 (愛は暗闇の中で) 編曲：SCHON 森下志音 (愛は暗闇の中で) |
| 45th single | 2009年5月27日  |                                       | 無法坦白說出口                   | 作曲：坂井泉水 編曲：岡本仁志                                                   |

- 單曲「展開雙翼／愛在黑暗中」：前者是DEEN的單曲，是坂井泉水於1994年時翻唱，但一直未發表。後者是收錄於首張專輯Good-bye My loneliness，原曲是BLIZARD的EMPTY DAY，2008年版本由naifu的SCHON（森下志音）重新編曲。此外，歌手上木彩矢也同時參與「愛在黑暗中」此曲的重新配音與合聲，並且負責部分新加入歌詞的演唱，值得注意的地方是，雖然是經由新舊交叉切入的重新剪輯，但是坂井泉水與上木彩矢兩人的聲音卻短時間內難以分辨。

### 专辑
|            | CD編號    | 發售日期       | 專輯名稱                       | 排名                  |
| ---------- | --------- | -------------- | ------------------------------ | --------------------- |
| 1st album  | BGCH-1003 | 1991年3月27日  | Good-bye My Loneliness         | 最高位34位253.740枚   |
| 2nd album  | BGCH-1004 | 1991年12月25日 | 不再探寻                       | 最高位36位333,080枚   |
| 3rd album  | BGCH-1005 | 1992年9月2日   | HOLD ME                        | 最高位2位 1,065,190枚 |
| 4th album  | BGCH-1001 | 1993年7月10日  | 搖擺的想念                     | 最高位1位 2,239,354枚 |
| 5th album  | BGCH-1014 | 1994年6月4日   | OH MY LOVE                     | 最高位1位 2,002,070枚 |
| 6th album  | JBCJ-1001 | 1995年3月10日  | forever you                    | 最高位1位 1,773,930枚 |
| 7th album  | JBCJ-1009 | 1996年7月8日   | TODAY IS ANOTHER DAY           | 最高位1位 1,655,430枚 |
| 8th album  | JBCJ-1021 | 1999年2月17日  | 永遠                           | 最高位1位 1,149,300枚 |
| 9th album  | JBCJ-1033 | 2001年2月15日  | 時間の翼                       | 最高位1位371,350枚    |
| 10th album | JBCJ-9008 | 2004年1月28日  | 止まっていた時計が今動き出した | 最高位2位212,494枚    |
| 11th album | JBCJ-9012 | 2005年9月7日   | 君とのDistance                 | 最高位3位151,840枚    |

### 现场版CD
- ZARD CRUISING&LIVE（2000年）

### 最佳专辑
- ZARD BEST The Single Collection ～軌跡～（1999年）: 3,034,054枚
- ZARD BEST ～Request Memorial～（1999年）: 1,486,190枚

### 精选辑
- ZARD BLEND 〜SUN&STONE〜（1997年）: 2,004,699枚
- ZARD BLEND II～LEAF&SNOW～（2001年）: 231,386枚

### 15週年纪念最佳专辑
- Golden Best ～15th Anniversary～（2006年）: 943,394枚（百万认证）

### 25週年纪念最佳专辑
- Forever Best 〜25th Anniversary〜(2016年): 260,398枚

### 追悼精選輯
- Soffio di vento ~Best of IZUMI SAKAI Selection~: 129.793枚
- Brezza di mare ~dedicated to IZUMI SAKAI~: 134.826枚
- Request Best ZARD Request Best ～beautiful memory~: 229,014枚

### 精选专辑
- ZARD PREMIUM BOX 1991-2001　Complete Single Collection（2004年）
- ZARD PREMIUM BOX 1991-2008　Complete Single Collection（2008年）
- ZARD SINGLE COLLECTION ～20th ANNIVERSARY～（2011年）
- ZARD ALBUM COLLECTION 〜20th ANNIVERSARY〜（2012年）: 6,712枚

### DVD
- ZARD Le Portfolio 1991-2006 （2006年10月25日）
- ZARD MUSIC VIDEO COLLECTION ~25th Anniversary~ （2016年4月27日）

### Live DVD
- What a beautiful moment （2005年6月8日）
- What a beautiful memory 2007 （2011年4月13日）
- What a beautiful memory 2008 （2011年4月13日）
- What a beautiful memory 2009 （2011年4月13日）
- What a beautiful memory ～forever you～ （2011年8月10日）
- ZARD 25th Anniversary LIVE What a beautiful memory （2016年12月7日）

### 書
Official Band Score ZARD BLEND 〜SUN&STONE〜（1999年2月17日）
- Official Band Score 永遠（1999年2月17日）
- Official Piano & Vocal Score ZARD BEST The Single Collection 〜軌跡〜（1999年5月28日）
- Official Piano & Vocal Score ZARD BEST 〜Request Memorial〜（1999年9月15日）
- 坂井泉水ポエトリーセレクション第1弾 揺れる想い（2000年2月6日）
- 坂井泉水ポエトリーセレクション第2弾 負けないで（2000年6月19日）
- 坂井泉水ポエトリーセレクション第3弾 マイ フレンド（2000年9月16日）
- 坂井泉水ポエトリーセレクション第4弾 promised you（2000年12月12日）
- Official Piano & Vocal Score 時間の翼（2001年2月15日）
- ZARD 10th Anniversary Book 10° 〜decimo〜（2001年11月21日）
- ZARD 15th Anniversary 写真集「Le Portfolio -ル・ポルトフォリオ-」(2006年10月25日)
- きっと忘れない ZARD 〜OFFICIAL BOOK〜（2007年8月15日）
- ZARD 20周年記念写真集 ZARD Portfolio du 20eme anniversaire 第1集 「揺れる想い」 （2011年2月10日）
- ZARD 20周年記念写真集 ZARD Portfolio du 20eme anniversaire 第2集 「負けないで」 （2011年2月10日）
- ZARD 20周年記念写真集 ZARD Portfolio du 20eme anniversaire 第3集 「きっと忘れない」 （2011年2月10日）
- ZARD 20周年記念写真集 ZARD Portfolio du 20eme anniversaire 第4集 「あの微笑みを忘れないで」 （2011年2月10日）

### 參與作品
- 果てしない夢を【ZYYG,REV,ZARD＆WANDS featuring 長嶋茂雄】名義 （1993年6月9日）
Oricon最高第2位
- 我无法停止看你 （1999年9月15日）
Oricon最高第50位
- 異邦人(久保田早紀)【TAK MATSUMOTO featuring ZARD】名義 （2003年8月27日）
Oricon最高第3位
B'z成員松本孝弘創作。原曲請參考→（異邦人(久保田早紀)）。

### 以"坂井泉水"參與作品
- Royal Straight Soul III Vol.2（M-8.This Masquerade/Izumi Sakai）(1993年11月21日)
- クリスマス タイム／Barbier guest vocal IZUMI SAKAI（M-1.Christmas time、M-2.あなたに帰りたい）
- LOVE／Barbier guest vocal IZUMI SAKAI（M-1.LOVE、M-2 I still remember）
- Barbier first／Barbier guest vocal IZUMI SAKAI（M-1.LOVE、M-3.もう少し あと少し…、M-10.クリスマス タイム、全部共10曲）
- J-BLUES BATTLE Vol.3（M-6.Black Velvet/IZUMI SAKAI）(1997年4月15日)
- complete of 栗林誠一郎&Barbier at the BEING studio（M-9.クリスマス タイム、共16曲）
- J-BLUES compilation at the BEING studio（M-8.Black Velvet/坂井泉水）

## 商業主打歌曲一覽
| Good-bye My Loneliness                             | 富士電視台電視劇「結婚の理想と現実」主題曲                                              |
| 不思議ね…                                          | 日本电视台系「マジカル頭脳パワー!!」片尾曲                                              |
| 不再探寻                                           | テレビ朝日系電視劇「七人の女弁護士」主題曲                                              |
| 眠れない夜を抱いて                                 | 朝日電視台系「トゥナイト」片尾曲                                                        |
| 誰かが待ってる（アルバム收錄曲目）                 | 日本电视台系「マジカル頭脳パワー!!」片尾曲                                              |
| あの微笑みを忘れないで（アルバム收錄曲目）         | 金曜エンタテイメント]] 腕まくり看護婦」シリーズ主題歌                                   |
| IN MY ARMS TONIGHT                                 | TBS系ドラマ「学校があぶない」主題曲                                                     |
| 别认输                                             | 富士電視台系電視劇「白鸟丽子」主題曲                                                    |
| 没有你的夏天                                       | 日本電視台系電視劇「彼女の嫌いな彼女」主題曲                                            |
| 摇摆的想念                                         | 大冢制药「宝矿力水特」CM廣告歌                                                          |
| 再多些 再多一些...                                 | 朝日電視台系電視劇「ララバイ刑事'93」片尾曲                                             |
| 肯定無法忘懷                                       | 富士電視台系電視劇「白鸟丽子」主題歌                                                    |
| 即使悠游在愛裡疲憊不堪／Boy                        | 関西テレビ・富士電視台系「愛と疑惑のサスペンス」片頭曲                                  |
| 即使悠游在爱里疲惫不堪／Boy                        | 讀賣電視台制作映画「夏の庭〜The Friends〜」片尾曲                                       |
| 明明离你那么的近                                   | 三貴「ブティックJOY」CMソング                                                           |
| 好想感受你的存在                                   | NTT DOCOMO「パルフィーV」CMソング                                                       |
| Just believe in love                               | 动摇的感情\|揺れる想い (テレビドラマ)]]」主題歌                                         |
| ハイヒール脱ぎ捨てて（アルバム收錄曲目）           | 富士電視台 OIOI TOKYO TASTE「Rooms」片尾曲                                              |
| I'm in love（アルバム收錄曲目）                    | タワーレコードスーパーストア                                                            |
| 看不見愛                                           | エフティ資生堂「SEA BREEZE '1995」CM廣告歌                                              |
| 永別至今仍在這心中                                 | ボクたちの映画シリーズ「白鳥麗子でございます!」主題歌                                   |
| マイ フレンド                                      | 朝日電視台系アニメ「スラムダンク」片尾曲                                                |
| 敞開心扉                                           | 大塚製薬「ポカリスエット」CM廣告歌                                                      |
| 君がいたから（アルバム收錄曲目）                   | 富士電視台系電視劇「輝く季節の中で」挿曲                                                |
| Today is another day（アルバム收錄曲目）           | 日本電視台系動畫「YAWARA!スペシャル ずっと君のことが…」主題歌                           |
| 見つめていたいね（アルバム收錄曲目）               | 日本電視台系動畫「YAWARA!スペシャル ずっと君のことが…」挿入歌                           |
| Don't you see!                                     | 富士電視台系動畫「ドラゴンボールGT」片尾曲                                              |
| 帰らぬ時間の中で（上記曲のc/w）                    | 日本電視台「いま人」片頭曲                                                              |
| 每當想見你的時候...                                | TBS系電視劇「理想の結婚」主題歌                                                         |
| 到颳風的城市去                                     | JRA夏競馬CM廣告歌                                                                       |
| 永遠                                               | キヤノン「Eos kiss」CM廣告歌／日本電視台系電視劇「失楽園」主題曲                        |
| My Baby Grand～期待那溫存～                        | NTT DOCOMO'97冬CMソング                                                                 |
| Love is Gone（上記曲のc/w）                        | 日本電視台系電視劇「失楽園 特別編」主題曲                                               |
| 無法呼吸                                           | 富士電視台系動畫「中華一番!」片頭曲                                                     |
| 轉動命運之輪                                       | 読売テレビ系アニメ「名偵探柯南」片頭曲                                                  |
| 少女の頃に戻ったみたいに（上記曲のc/w）            | 劇場版「名偵探柯南 第14號獵物」主題曲                                                   |
| 新しいドア〜冬のひまわり〜                         | サッポロビール「冬物語」CMソング                                                        |
| GOOD DAY                                           | ビューティーラボ「ナチュラルカラー」CMソング                                            |
| I feel fine,yeah（アルバム收錄曲目）               | 富士電視台系「めざまし天気」主題曲                                                      |
| フォトグラフ（アルバム收錄曲目）                   | 日本電視台系電視劇「春のサスペンススペシャル 刑事たちの夏」主題曲                       |
| MIND GAMES                                         | 富士電視台系「プロ野球ニュース」印象歌曲／ニッポン放送「ショウアップナイター'99」主題曲 |
| 世界はきっと未来の中                               | 朝日電視台系電視劇「舞妓さんは名探偵!」主題曲                                           |
| 痛いくらい君があふれているよ                       | ネスレ日本「ネスカフェモーメント」CM廣告歌                                              |
| この涙 星になれ                                    | 朝日電視台系電視劇「科捜研の女」主題曲                                                  |
| お・も・ひ・で（上記曲のc/w）                      | 「チェンジ伊豆2000！」印象歌曲／朝日電視台系「贅沢な休日」片尾曲                        |
| Get U're Dream                                     | NHK「シドニーオリンピック」主題曲                                                       |
| promised you                                       | 朝日電視台系「土曜ワイド劇場」片尾曲                                                    |
| 窓の外はモノクローム（アルバム收錄曲目）           | 日本電視台系「週刊ストーリーランド」片尾曲                                              |
| hero（アルバム收錄曲目）                           | コナミ「ときめきメモリアル3」片尾曲                                                     |
| 時間の翼（アルバム收錄曲目）                       | NTT西日本「フレッツISDN」CM廣告歌                                                       |
| さわやかな君の気持ち                               | ニベア花王「8×4」CMソング                                                               |
| 抱きしめていて（上記曲のc/w）                      | 科樂美「ときめきメモリアル3」片尾曲                                                     |
| Seven Rainbow（上記曲のc/w）                       | 科樂美「ときめきメモリアル3」片頭曲                                                     |
| 明日を夢見て                                       | 読売テレビ系アニメ「名偵探柯南」片尾曲                                                  |
| 瞳閉じて                                           | 富士電視台系「感動ファクトリー すぽると!」印象歌曲                                      |
| もっと近くで君の横顔見ていたい                     | 月桂冠「月」CM廣告歌                                                                    |
| 止まっていた時計が今動き出した（アルバム收錄曲目） | 朝日電視台系主題曲「異議あり!女弁護士大岡法江」主題歌                                   |
| かけがえのないもの                                 | TBS系「恋するハニカミ!」主題曲                                                          |
| 今日はゆっくり話そう                               | 月桂冠「月」CM廣告歌                                                                    |
| 星のかがやきよ                                     | 読売テレビ系アニメ「名偵探柯南」片頭曲                                                  |
| 夏を待つセイル(帆)のように                         | 劇場版「名偵探柯南 水平線上的陰謀」主題歌                                               |
| 悲しいほど貴方が好き                               | 読売テレビ系アニメ「名偵探柯南」片尾曲                                                  |
| カラッといこう!                                    | 富士電視台系「めざましどようび」主題曲                                                  |
| ハートに火をつけて                                 | TBS系主題曲「愛の劇場 すてきにコモン!」主題歌                                           |
| グロリアス マインド                                | 読売テレビ系アニメ「名偵探柯南」片頭曲                                                  |
| 翼を広げて                                         | 劇場版「名偵探柯南 戰慄的樂譜」主題歌                                                   |
| 愛は暗闇の中で                                     | 読売テレビ系アニメ「名偵探柯南」片頭曲                                                  |
| 素直に言えなくて                                   |                                                                                         |

## 书籍
1. Official Band Score ZARD BLEND 〜SUN&STONE〜（1999年2月17日）
2. Official Band Score 永遠（1999年2月17日）
3. Official Piano & Vocal Score ZARD BEST The Single Collection 〜軌跡〜（1999年5月28日）
4. Official Piano & Vocal Score ZARD BEST 〜Request Memorial〜（1999年9月15日）
5. 坂井泉水ポエトリーセレクション第1弾 揺れる想い（2000年2月6日）
6. 坂井泉水ポエトリーセレクション第2弾 負けないで（2000年6月19日）
7. 坂井泉水ポエトリーセレクション第3弾 マイ フレンド（2000年9月16日）
8. 坂井泉水ポエトリーセレクション第4弾 promised you（2000年12月12日）
9. Official Piano & Vocal Score 時間の翼（2001年2月15日）
10. ZARD 10th Anniversary Book 10° 〜decimo〜（2001年11月21日）
11. ZARD 15th Anniversary 写真集「Le Portfolio -ル・ポルトフォリオ-」(2006年10月25日)
12. きっと忘れない ZARD 〜OFFICIAL BOOK〜（2007年8月15日）
13. ZARD 20周年記念写真集 ZARD Portfolio du 20eme anniversaire 第1集 「揺れる想い」（2011年2月10日）
14. ZARD 20周年記念写真集 ZARD Portfolio du 20eme anniversaire 第2集 「負けないで」（2011年2月10日）
15. ZARD 20周年記念写真集 ZARD Portfolio du 20eme anniversaire 第3集 「きっと忘れない」（2011年2月10日）
16. ZARD 20周年記念写真集 ZARD Portfolio du 20eme anniversaire 第4集 「あの微笑みを忘れないで」（2011年2月10日）

## 关联条目

### 时常合作
- 织田哲郎（作曲）
- 德永晓人（作曲、编曲）
- 大野爱果（作曲）
- 栗林誠一郎（作曲）
- 明石昌夫（编曲）
- 叶山武（编曲）

### 延伸團體
- SARD UNDERGROUND